# Lampides cleodus
Lampides cleodus är en fjärilsart som beskrevs av Felder 1865. Lampides cleodus ingår i släktet Lampides och familjen juvelvingar. Inga underarter finns listade i Catalogue of Life.